# Cerro Paranal
Cerro Paranal (Wzgórze Paranal) – wzniesienie o wysokości 2635 m n.p.m., zlokalizowane na pustyni Atakama w północnym Chile. Na szczycie znajduje się Obserwatorium Paranal z charakterystyczną jego częścią – systemem teleskopów Very Large Telescope oraz teleskopem VLT Survey Telescope. Szczyt jest oddalony o 120 km na południe od miasta Antofagasta i 12 km od wybrzeży Oceanu Spokojnego.